# Fosse no 16 bis des mines de Lens
La fosse no 16 bis dite Saint-Alfred ou Alfred de Montigny de la Compagnie des mines de Lens est un ancien charbonnage du Bassin minier du Nord-Pas-de-Calais, situé à Liévin. Le puits d'aérage no 16 bis est commencé en 1911, dans le but d'assurer le retour d'air de la fosse no 16. La fosse est détruite durant la Première Guerre mondiale.
La Compagnie des mines de Lens est nationalisée en 1946, et intègre le Groupe de Lens. En 1952, ce dernier fusionne avec le Groupe de Liévin pour former le Groupe de Lens-Liévin.
Un stade est construit sur le carreau de fosse. Au début du XXIe siècle, Charbonnages de France matérialise la tête de puits no 16 bis.

## La fosse

### Fonçage
Le puits d'aérage no 16 bis est commencé en 1911, à 1 010 mètres au sud-ouest de la fosse no 16, commencée à la fin de 1909. Un puits d'alimentation en eau est également creusé sur le carreau,. La fosse n'est pas reliée au réseau ferroviaire de la compagnie.
La fosse est baptisée en l'honneur d'Alfred de Montigny, elle est également dénommée Saint-Alfred.

### Exploitation
La fosse no 16 bis est détruite durant la Première Guerre mondiale. Elle est reconstruite dans le style architectural de la Compagnie de Lens, avec un chevalement en béton armé.
La Compagnie des mines de Lens est nationalisée en 1946, et intègre le Groupe de Lens. En 1952, ce dernier fusionne avec le Groupe de Liévin pour former le Groupe de Lens-Liévin. Le puits no 16 bis, profond de 443 mètres, est remblayé en 1962. Les installations sont ensuite détruites.

### Reconversion
Un stade a pris la place du carreau de fosse. Au début du XXIe siècle, Charbonnages de France matérialise la tête de puits, une borne indique vaguement son emplacement. Le BRGM y effectue des inspections chaque année. Il ne reste rien de la fosse.

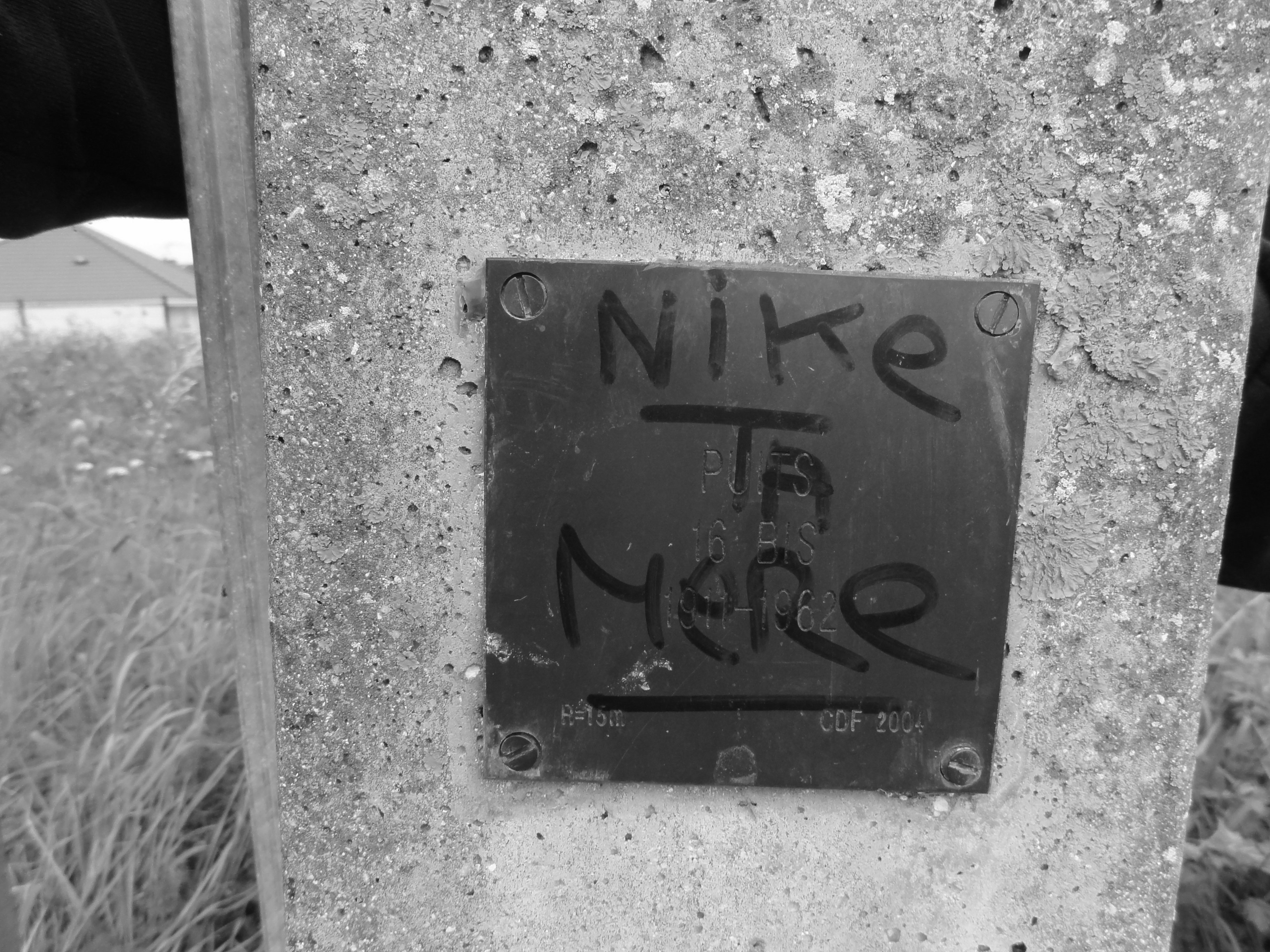
Puits no 16 bis, 1911 - 1962.
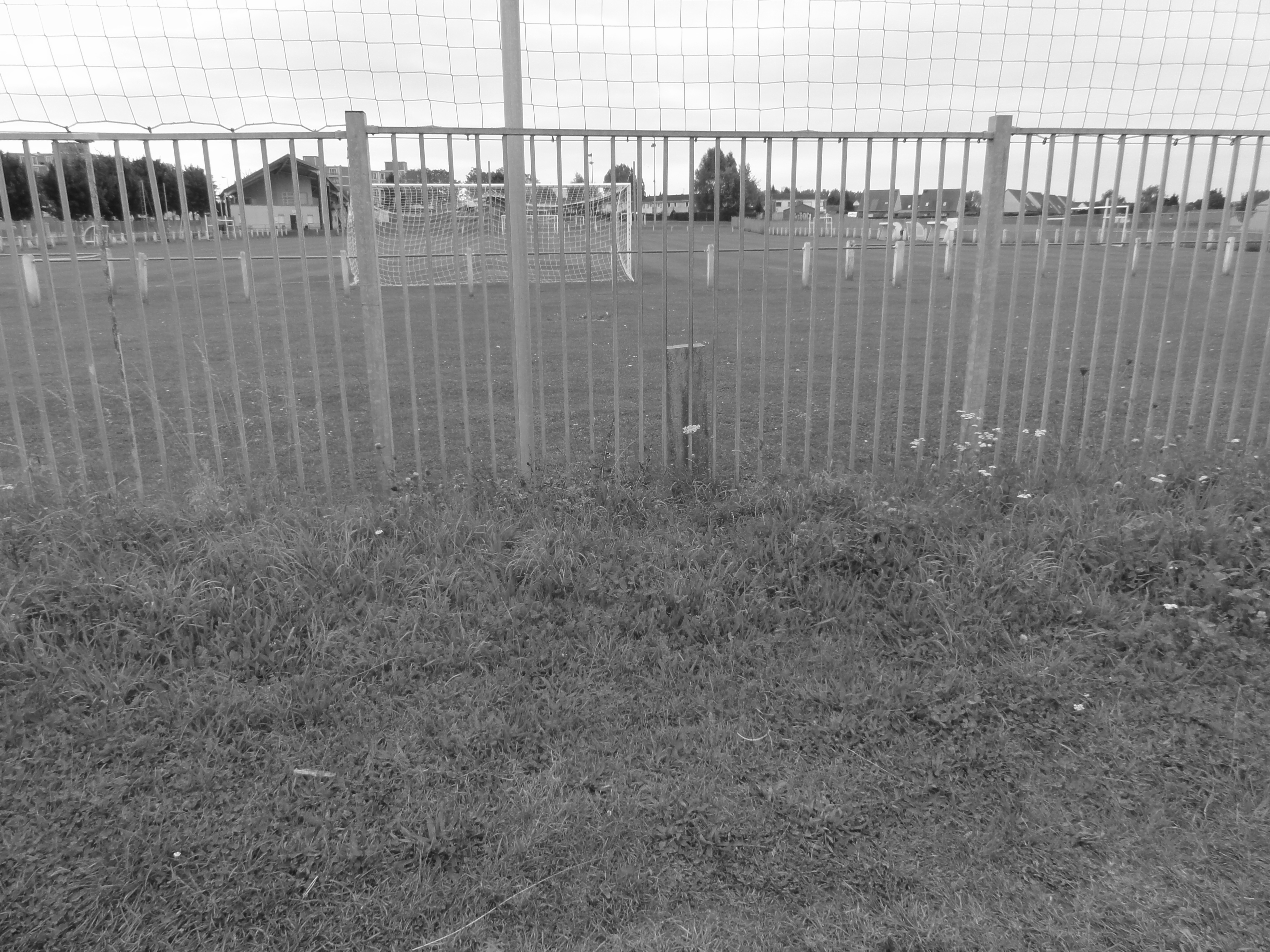
La borne dans son environnement.
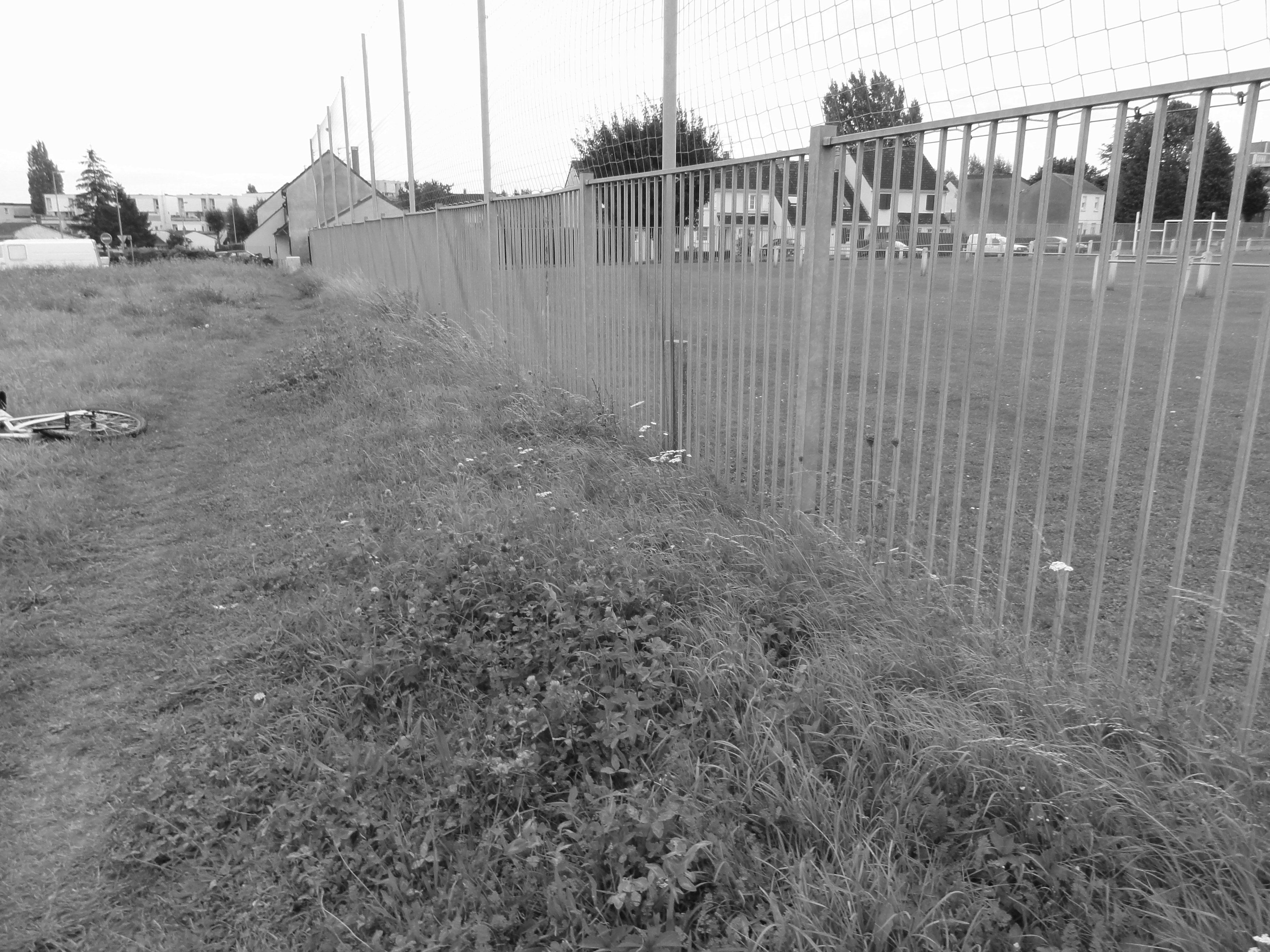
La borne dans son environnement.
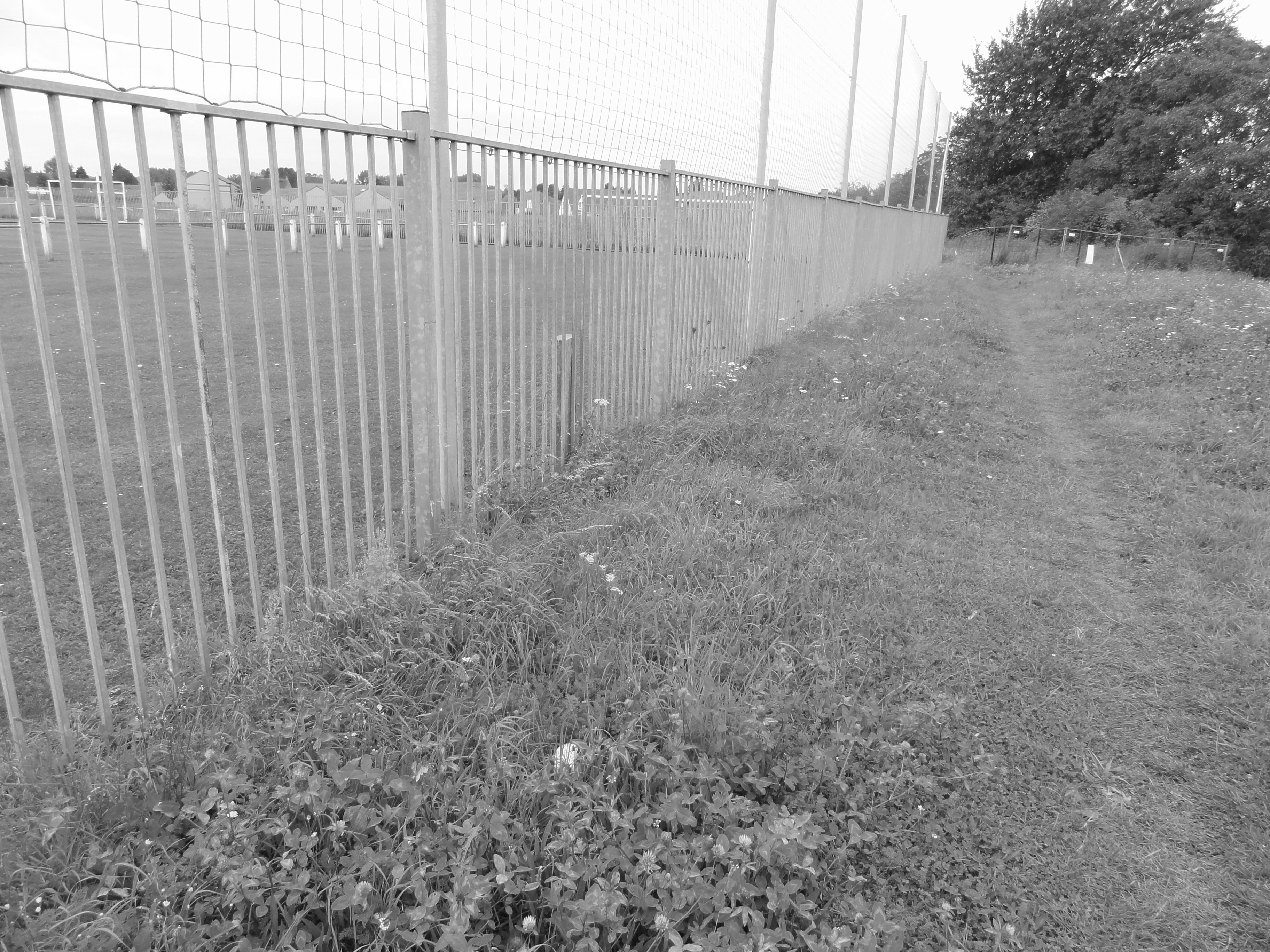
La borne dans son environnement.
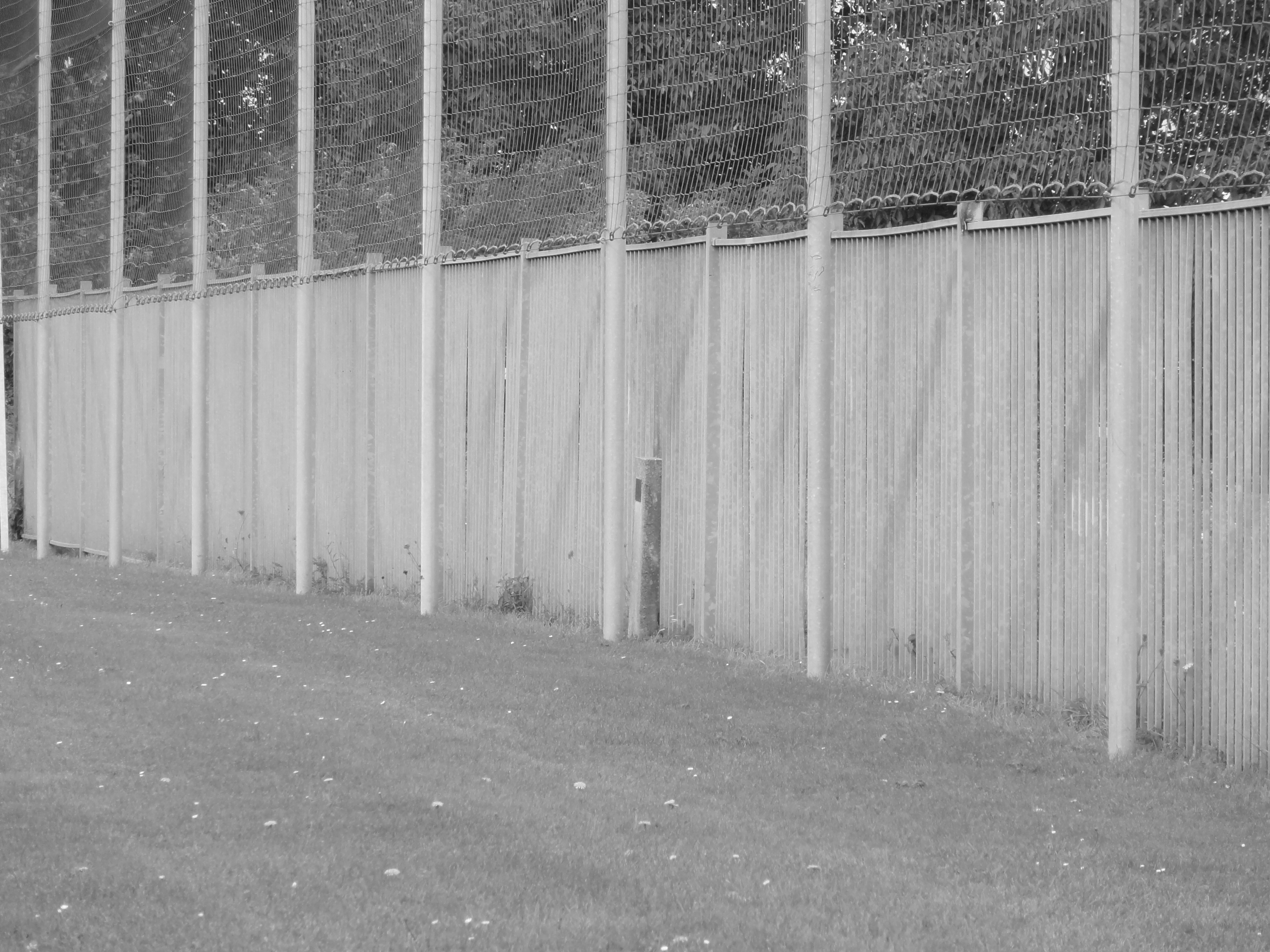
La borne dans son environnement.